# Nibutani Ainu Culture Museum
Nibutani Ainu Culture Museum (japanska: 平取町立二風谷アイヌ文化博物館, Biratori-chō Nibutani Ainu Bunka Hakubutsukan) är ett japanskt museum om ainufolket, som är baserat på föremål som samlats av Shigeru Kayano (1926–2006). Det öppnade 1992 i stadsdelen Nibutani i Biratori på Hokkaidō i Japan. Museet uppfördes i samband med byggandet av Nibutanidammen.
Shigeru Kayano började 1952 samla verktyg och andra föremål som användes i ainufolkets vardagsliv. År 1972 öppnade det privatägda museet Nibutani Ainu Bunka Shiryōkan i den byggnad som nu är Kayano Shigeru Nibutani Ainu Museum, med de 2.000 föremål som han till dess hade anskaffat. När Nibutani Ainu Culture Museum öppnade 1992 i grannskapet, överfördes det äldre museets totala samling till det nyare museet. Det äldre museet, och den äldre byggnaden, gjordes om till ett privat museum för Shigeru Kayanos nyare privata samling. 
Av Nibutani Ainu Culture Museums samling ingår 919 artefakter, vilka – tillsammans med 202 föremål från Kayano Shigeru Nibutani Ainu Museum som speglar ainufolkets vardagsliv, utsetts till viktiga japanska kulturarvsföremål av den statliga japanska kulturmyndigheten.